# Schlacht von Bulgarophygon
In der Schlacht von Bulgarophygon besiegten die Bulgaren im Sommer 896 (wohl am 7. Juni) die Byzantinische Armee in der Nähe der heutigen nordwest-türkischen Stadt Babaeski vernichtend. Als Folge konnten sie weite Teile des Byzantinischen Reiches erobern und bis kurz vor Konstantinopel vordringen, wurden dann jedoch abgewehrt.

## Vorgeschichte
893 verlieh der byzantinische Kaiser Leo VI. auf Betreiben seines Schwiegervaters Stylianos Zautzes das Handelsmonopol mit Bulgarien an zwei griechische Kaufleute. Daraufhin verlegten diese ohne Rücksprache mit den Bulgaren den Markt für bulgarische Importwaren von Konstantinopel nach Thessaloniki und erhöhten die Zölle.
Als friedliche Mittel zur Beseitigung dieses Konfliktes keinen Erfolg brachten, griff der bulgarische Herrscher Simeon I. 894 die Byzantiner ohne Vorwarnung an. Das eilig versammelte byzantinische Heer, geführt vom Strategen Krinites, wurde in Thrakien geschlagen. Da jedoch der Krieg ohne Vorbereitungen begonnen worden war, musste sich Simeon daraufhin wieder zurückziehen. Für den weiteren Verlauf der Kampfhandlungen konnten die Byzantiner die Magyaren unter Árpád als Verbündete im Kampf gegen Simeon gewinnen. Die byzantinische Flotte ermöglichte ihnen den Übergang über die Donau und gemeinsam mit dem byzantinischen Heer, das in Thrakien einmarschierte, nahmen sie 895 Simeon in die Zange. Simeon, der nur auf einen Einmarsch im Süden vorbereitet war, ersuchte schließlich um Frieden.
Nach dem Abzug der Byzantiner und noch während der Friedensverhandlungen wandte sich Simeon dem Norden zu. Da die Magyaren zu dieser Zeit in Pannonien kämpften, verbündete sich der bulgarische Zar 896 mit den an der Dnister lebenden Petschenegen und schlug die Magyaren vernichtend. Nach der Niederlage verließen die Magyaren für immer ihre Gebiete in Bessarabien und zogen weiter in Richtung Westen, wo sie sich im oberen Theiß-Gebiet niederließen und somit vorläufig keine Bedrohung mehr für das Bulgarische Reich darstellten.

## Schlacht
Nachdem die magyarische Gefahr abgewehrt war, sammelte Simeon I. im Sommer 896 wieder seine Truppen in Thrakien und nahm die Kampfhandlungen mit Byzanz erneut auf.
Auf byzantinischer Seite ersetzte Kaiser Leo VI. den domestikos tōn scholōn (Domestikos der Scholen) Nikephoros Phokas den Älteren (der möglicherweise gestorben war) auf Rat von Stylianos Zautzes durch den weniger erfahrenen Leo Katakalon, der daraufhin das Kommando im Bulgarenkrieg übernahm. Er plante mit allen Kräften des Reiches einen Präventivschlag, also einen Einmarsch in Bulgarien. Dafür wurden sogar Truppen von der Ostgrenze abgezogen, was angesichts der Expansionsbestrebungen der dortigen Nachbarn, der Araber, ein enormes Risiko dargestellte.
Doch noch vor Erreichen der Grenze ins Bulgarische Reich trafen die Byzantiner auf die feindliche Armee. Kurzzeitig kam es zu einem Waffenstillstand und dem Austausch von Gefangenen, doch diesen Verständigungsversuchen war kein langfristiger Erfolg beschieden. Am 7. Juni kam es bei Bulgarophygon bei Adrianopel in Thrakien (heute Baba Eski) zur entscheidenden Schlacht. Der genaue Verlauf ist nicht bekannt, der byzantinische Chronist Johannes Skylitzes spricht lediglich davon, dass das kaiserliche Heer „unter schweren Verlusten in die Flucht geschlagen“ wurde.
Zu den zahlreichen Todesopfern befand sich auch der untergeordnete Feldherrenkollege Katakalons, der Protovestiarios Theodosios. Leo Katakalon selbst konnte knapp entkommen und behielt sein Amt bis in die ersten Jahre des 10. Jahrhunderts. Der junge Soldat Lukas Stylites wurde von den Geschehnissen der Schlacht von Bulgarophygon so verschreckt, dass er Asket wurde und in den kommenden Jahrzehnten Bekanntheit als Säulenheiliger erlangte.
Simeon I. hatte nun freie Hand und fiel in Thrakien ein, wo er das Land verwüstete und zahlreiche Gefangenen nahm (schließlich sollen es insgesamt 120.000 gewesen sein). Kaiser Leo war so überrascht, dass er laut dem arabischen Historiker at-Tabarī überlegte, arabische Gefangene zu bewaffnen und gegen Bulgarien ins Feld zu schicken. Ob diese Idee umgesetzt wurde, ist aber nicht sicher.

## Folgen
Nach der schweren Niederlage hatten die Byzantiner der bulgarischen Armee wenig entgegenzusetzen, sodass diese problemlos Nordthessalien, den Epirus und weite Teile des heutigen Makedoniens erobern konnte. Über die folgenden Ereignisse berichtet at-Tabarī: „Darauf ließ der Kaiser der Romäer [= der Römer, d. i. der byzantinische Kaiser] dem König der Sakälib [= der Slaven] sagen: Unsere Religion und die eure sind ein und dieselbe, warum sollen wir einander die Männer töten. Der König der Sakälib entbot ihm die Antwort: Das ist das Reich meiner Väter und ich lasse von dir nicht ab, so lange nicht einer von uns den anderen besiegt hat“. Erst kurz vor Byzanz konnten die Bulgaren gestoppt werden und erklärten sich zu Friedensverhandlungen bereit. Dies gelang den zeitgenössischen deutschen Annales Fuldenses zufolge dadurch, dass Kaiser Leo VI. die Ungarn zu einem Einfall auf bulgarisches Gebiet bewegen konnte, sodass sich die Sieger von Bulgarophygon wie bereits vor der Schlacht von Bulgarophygon wieder in einen Zweifrontenkrieg verwickelt sahen.
Im nun abgeschlossenen Vertrag verpflichteten sich die Byzantiner, die wegen des Vorstoßes der Araber im Osten erneut in eine schwierige Lage geraten waren, wieder zu einem jährlichen Tribut an die Bulgaren und traten weitere Gebiete am Schwarzen Meer, Epirus und Südthessalien ab. Die Bulgaren stiegen zur „privilegiertesten Wirtschaftsnation“ des Byzantinischen Reiches und zum wichtigsten militärischen Faktor in Südosteuropa auf, da sie fast die gesamte Balkanhalbinsel beherrschten. Alle wirtschaftliche Restriktionen, die Auslöser für den Krieg gewesen waren, wurden aufgehoben und der bulgarische Markt wieder nach Konstantinopel zurück verlegt. Dieser Friedensvertrag hielt bis 913, als es erneut zu einem bulgarischen Angriff auf Byzanz kam.